# G4l
 (juillet 2016).
Si vous disposez d'ouvrages ou d'articles de référence ou si vous connaissez des sites web de qualité traitant du thème abordé ici, merci de compléter l'article en donnant les références utiles à sa vérifiabilité et en les liant à la section « Notes et références ».
g4l (Ghost For Linux renommé en Disk Imaging with Linux) est un logiciel libre de copie de partition et clonage de disque dont l'image disque peut être compressée ou pas, puis éventuellement chiffrée en AES si on le souhaite et enregistrée à distance par FTP ou en local.
g4l s'éxécute depuis un Live CD qui comprend un noyau Linux 2.6.3 avec une interface graphique en mode texte réalisée avec ncurses. g4l supporte les disques ATA, S-ATA ou SCSI.

## Histoire
Précédemment g4l se nommait g4u (Ghost For Unix) qui a été repris ensuite par un autre développeur logiciel pour former g4l.
L'auteur de g4l, Michael D. SETZER II, travaille dessus depuis sa version 0.14beta.

## Fonctionnalités
Chiffrement AES et compression (Lzop, GZip, Bzip2) ou sans compression.

## Traduction
Le logiciel est en anglais et n'a pas été traduit.